# Aníbal Pereyra
Aníbal Pereyra Huelmo  (Rocha, 7 de noviembre de 1966) es un político uruguayo que pertenece al Movimiento de Liberación Nacional-Tupamaros (MLN-T) e integra el Movimiento de Participación Popular (MPP), Frente Amplio. Fue intendente del departamento de Rocha hasta el 2020.

## Biografía
Aníbal Pereyra nació el 7 de noviembre de 1966 en Rocha y es el mayor de tres hermanos. Comparte su vida con Yeruti Veiga y es padre de tres hijos: Emilia, Joaquín y Anaclara.
Sus estudios primarios los llevó a cabo en la Escuela N.º 7 Artigas, del departamento de Rocha, mientras que los secundarios los realizó en el Liceo N.º 1 Cora Vigliola de Renaud. Posteriormente realizó estudios en los Talleres Don Bosco en Montevideo.

## Ámbito político
Pereyra inició su actividad política en 1984, cuando se integró al Frente Amplio de Rocha. Ese mismo año se incorporó al Movimiento de Liberación Nacional-Tupamaros (MLN-T).
En 1989 se sumó al Movimiento de Participación Popular (MPP), siendo fundador de este colectivo en el departamento de Rocha.
En el plano sindical participó, en el año 1988, en la formación de la filial Rocha del Sindicato Único Nacional de la Construcción y Afines (SUNCA).
Formó parte de la Comisión Nacional Pro Referéndum de Rocha, además de la Comisión de Fomento de la Escuela n°4 del Barrio Lavalleja.
Posteriormente, en 1994 fue delegado del Frente Amplio por el departamento de Rocha en el Plenario Nacional de la coalición de izquierda.
En las elecciones municipales del año 2000 encabezó la lista 609 a la Junta Departamental de Rocha, resultando electo y constituyéndose en el primer edil de esta fuerza política en el departamento
El 31 de octubre de 2004, en los comicios nacionales que llevaron al Frente Amplio a obtener la Presidencia de la República por primera vez en su historia, Pereyra fue elegido diputado por el departamento de Rocha.
El 15 de febrero de 2005 asumió como legislador nacional. En ese quinquenio (2005 – 2010) fue por dos semestres coordinador de la bancada del Frente Amplio en la Cámara de Representantes. Además, integró la Comisión de Ganadería de la Cámara.
Del 2004 al 2007 integró el Ejecutivo del MPP, también en 2004 comenzó a integrar la Dirección Nacional del MPP y forma parte del secretariado del MPP. 
Luego de su primer período como parlamentario, fue reelecto diputado en las elecciones nacionales del 25 de octubre de 2009, cargo que asumió el 15 de febrero de 2010. 
En esa legislatura integró las comisiones de Constitución, Códigos, Legislación General y Administración de la Cámara de Representantes, de Constitución y Legislación de la Asamblea General y de Seguridad Ciudadana -en particular trabajando sobre menores infractores- de la Asamblea General. 
Alterna en la Cámara de Senadores, por ser el suplente de Lucía Topolansky.
En el primer semestre del año 2010 (segundo período como diputado) fue otra vez coordinador de la bancada del Frente Amplio. 
Durante el último año de la legislatura ejerció la presidencia de la Cámara de Representantes.
En las elecciones nacionales del 26 de octubre de 2014 fue reelecto por segunda vez consecutiva para representar al departamento de Rocha en el Parlamento por el Espacio 609 del Frente Amplio.
En las elecciones departamentales y municipales del 10 de mayo de 2015 fue elegido intendente del departamento de Rocha, cargo que asumió el 10 de julio . El 2 de marzo del 2021 asume como senador de la República.
En febrero de 2022 fue nombrado al frente del área Interior en el equipo que acompaña a Fernando Pereira en la conducción del Frente Amplio.